# Liste der Stolpersteine in Borgholzhausen
Die Liste der Stolpersteine in Borgholzhausen enthält Stolpersteine, die im Rahmen des gleichnamigen Kunst-Projekts von Gunter Demnig in Borgholzhausen verlegt wurden. Mit ihnen soll an die Opfer des Nationalsozialismus erinnert werden, die in Borgholzhausen lebten und wirkten.

## Liste der Stolpersteine
| Bild | Name, Inschrift | Adresse              | Verlegedatum  | Anmerkung |
| --- | --- | -------------------- | ------------- | --------- |
| Bild gesucht Die Wikipedia wünscht sich an dieser Stelle ein Bild vom Ort mit diesen Koordinaten 52.102912 8.30165 . Motiv: Stolperstein für Else Schwarz Falls du dabei helfen möchtest, erklärt die Anleitung , wie das geht. BW                                                          | Else Schwarz Jg. 1... | Burg Ravensberg ·    | 31. Jan. 2024 |           |
| Bild gesucht Der Benutzer GeorgDerReisende ( Diskussion ) wünscht sich an dieser Stelle ein Bild vom Ort mit diesen Koordinaten 52.102912 8.30165 . Motiv: Stolpersteine für Wilhelmine Kairies und Zdzislaw Talma Falls du dabei helfen möchtest, erklärt die Anleitung , wie das geht. BW | Wilhelmine Kairies Jg. 1920 denunziert verhaftet Feb. 1941 'Rassenschande' Gefängnis Bielefeld 1941 Ravensbrück Entlassen Feb. 1945                                                    | Kaiserstraße 2 ·     | 10. Okt. 2016 |           |
| | Zdzislaw Talma Jg.1920 Polen Zwangsarbeiter verhaftet Feb. 1941 'Rassenschande' Gefängnis Bielefeld rücküberführt April 1942 öffentlich gehängt 22.4.1942                              | Kaiserstraße 2 ·     | 10. Okt. 2016 |           |
| | In Borgholzhausen Nr. 132 wohnte Anna Bünemann Jg. 1887 eingewiesen 1935 Heilanstalt Gütersloh entlassen 1936 erneut eingewiesen tot 30. Sept. 1938                                    | Kaiserstraße 2 ·     | 31. Jan. 2024 |           |
| | In Borgholzhausen Holtfeld wohnte Anna Meierhoff Jg. 1911 seit 1930 mehrere Heilanstalten zuletzt 1937 Warstein tot 15. März 1941                                                      | Kaiserstraße 2 ·     | 31. Jan. 2024 |           |
| | In Borgholzhausen Oldendorf wohnte Karl Nollmann Jg. 1911 eingewiesen 1934 Heilanstalt Gütersloh 'verlegt` 9.7.1941 Idstein 15.8.1941 Hadamar ermordet 15.8.1941 Aktion T4             | Kaiserstraße 2 ·     | 31. Jan. 2024 |           |
| | In Borgholzhausen Hamlingdorf 10 wohnte Marie Redecker Jg. 1900 eingewiesen 1932 Heilanstalt Gütersloh 1934 Zwangssterilisiert 'verlegt` 17.7.1941 Scheuern Hadamar ermordet 24.1.1943 | Kaiserstraße 2 ·     | 31. Jan. 2024 |           |
| | In Borgholzhausen Nr. 24 wohnte Gustav Runde Jg. 1909 eingewiesen 1934 Heilanstalt Gütersloh 'verlegt` 9.7.1941 Idstein ermordet                                                       | Kaiserstraße 2 ·     | 31. Jan. 2024 |           |
| | In Borgholzhausen Nr. 24 wohnte Anna Ruschhaupt Jg. 1890 eingewiesen 1924 Heilanstalt Lengerich tot 6. April 1940                                                                      | Kaiserstraße 2 ·     | 31. Jan. 2024 |           |
| | In Borgholzhausen Winkelshütten 22 wohnte Ruth Stukenbrock Jg. 1927 eingewiesen 1941 Heilanstalt Marsberg 'Kinderfachabteilung` ermordet 17. 3. 1942                                   | Kaiserstraße 2 ·     | 31. Jan. 2024 |           |
| Bild gesucht Der Benutzer GeorgDerReisende ( Diskussion ) wünscht sich an dieser Stelle ein Bild vom Ort mit diesen Koordinaten 52.104754 8.302667 . Motiv: Stolpersteine für die Familien Hesse und Stern Falls du dabei helfen möchtest, erklärt die Anleitung , wie das geht. BW         | Hier wohnte Elise Hesse geb. Kempenich Jg. 1877 Umzug Essen deportiert 1942 Theresienstadt 1944 Auschwitz ermordet                                                                     | Kaiserstraße 24/26 · | 10. Okt. 2016 |           |
| | Hier wohnte Friederike Stern geb. Hesse Jg. 1906 Umzug Olsberg deportiert 1942 Theresienstadt ermordet 7.3.1943                                                                        | Kaiserstraße 24/26 · | 10. Okt. 2016 |           |
| | Julius Stern Jg. 1897 deportiert 1942 Theresienstadt 1944 Auschwitz ermordet | Kaiserstraße 24/26 · | 10. Okt. 2016 |           |
| | Inge Stern Jg. 1933 deportiert 1942 Theresienstadt 1944 Auschwitz ermordet | Kaiserstraße 24/26 · | 10. Okt. 2016 |           |
| | Hier wohnte Gertrud Hesse Jg. 1909 Umzug Essen Flucht 1937 England | Kaiserstraße 24/26 · | 10. Okt. 2016 |           |
| Bild gesucht Der Benutzer GeorgDerReisende ( Diskussion ) wünscht sich an dieser Stelle ein Bild vom Ort mit diesen Koordinaten 52.103206 8.301076 . Motiv: Stolpersteine für Familie Weinberg Falls du dabei helfen möchtest, erklärt die Anleitung , wie das geht. BW                     | Hier wohnte Max Weinberg Jg. 1888 unfreiwillig verzogen 1937 Hannover verhaftet 1933 Buchenwald entlassen tot 6.2.1933 Umstände nie geklärt                                            | Mittelstraße 1 ·     | 10. Okt. 2016 |           |
| | Hier wohnte Selma Weinberg geb. Horwitz Jg. 1893 unfreiwillig verzogen 1937 Hannover deportiert 1941 Riga 1944 Stutthof ermordet                                                       | Mittelstraße 1 ·     | 10. Okt. 2016 |           |
| | Hier wohnte Gisela Pauline Weinberg Jg. 1925 unfreiwillig verzogen 1937 Hannover deportiert 1941 Riga ermordet 24.3.1945 Stutthof                                                      | Mittelstraße 1 ·     | 10. Okt. 2016 |           |
| | Hier wohnte Hans Robert Weinberg Jg. 1921 unfreiwillig verzogen 1937 Hannover Flucht 1937 England                                                                                      | Mittelstraße 1 ·     | 10. Okt. 2016 |           |
| Bild gesucht Die Wikipedia wünscht sich an dieser Stelle ein Bild vom Ort mit diesen Koordinaten 52.1032 8.30107 . Motiv: Stolpersteine für Rolf Bauer und seine Eltern Selma und Max Bauer Falls du dabei helfen möchtest, erklärt die Anleitung , wie das geht. BW                        | Hier wohnte Max Bauer Jg. 1... | Mittelstraße 1 ·     | 31. Jan. 2024 |           |
| | Hier wohnte Selma Bauer Jg. 1... | Mittelstraße 1 ·     | 31. Jan. 2024 |           |
| | Hier wohnte Rolf Bauer Jg. 1... | Mittelstraße 1 ·     | 31. Jan. 2024 |           |
| Bild gesucht Die Wikipedia wünscht sich an dieser Stelle ein Bild vom Ort mit diesen Koordinaten 52.102912 8.30353 . Motiv: Stolperstein für Heinrich Berg Falls du dabei helfen möchtest, erklärt die Anleitung , wie das geht. BW                                                         | Hier wohnte Heinrich Berg Jg. 1... | Schulstraße 6 ·      | 31. Jan. 2024 |           |